# Dianthus raddeanus
Dianthus raddeanus är en nejlikväxtart som beskrevs av Friedrich Vierhapper. Dianthus raddeanus ingår i släktet nejlikor, och familjen nejlikväxter. Inga underarter finns listade i Catalogue of Life.